# Kremeni Do
Kremeni Do (en serbe cyrillique : Кремени До) est un village de Bosnie-Herzégovine. Il est situé sur le territoire de la ville de Trebinje et dans la république serbe de Bosnie. Selon les premiers résultats du recensement bosnien de 2013, il compte 12 habitants.

## Géographie
Le village est situé à la frontière entre la Bosnie-Herzégovine et la Croatie. Il est entouré par les localités suivantes :
| Lapja          | Lapja Zgonjevo Velja Gora                         |        |
| Poljice Čičevo | Kremeni Do                                        | Uvjeća |
|                | Duba Konavoska (municipalité de Konavle, Croatie) |        |

## Histoire
Sur le territoire du village se trouve un site archéologique englobant un tumulus préhistorique, une église médiévale et la nécropole de Crkvina ; cet ensemble est inscrit sur la liste provisoire des monuments nationaux de Bosnie-Herzégovine.

## Démographie

### Évolution historique de la population dans la localité
| 1948 | 1953 | 1961 | 1971 | 1981 | 1991 | 2013 |
| ---- | ---- | ---- | ---- | ---- | ---- | ---- |
| -    | -    | 82   | 82   | 64   | 42   | 12   |

|  |

### Répartition de la population par nationalités (1991)
En 1991, les 42 habitants du village étaient tous serbes.